# Swammerdamella reducta
Swammerdamella reducta är en tvåvingeart som beskrevs av Cook 1956. Swammerdamella reducta ingår i släktet Swammerdamella och familjen dyngmyggor.
Artens utbredningsområde är Indiana. Inga underarter finns listade i Catalogue of Life.